# Howie Richmond
Howard Spencer „Howie“ Richmond (* 18. Januar 1918 in Queens; † 20. Mai 2012 in Rancho Mirage, Kalifornien) war ein US-amerikanischer Musikverleger.

## Leben und Wirken
Richmond, dessen Vater Maurice Musikverleger war, begann Mitte der 1930er Jahre nach einem Studium an der University of Pennsylvania in New York als Presseagent zu arbeiten; zu seinen Klienten zählten Glenn Miller, Woody Herman, Gene Krupa, Frank Sinatra, Georgie Auld und The Andrews Sisters. Nach Ableistung des Militärdienstes bei der US-Luftwaffe gründete er 1949 seinen eigenen Musikverlag, der sich in der West 57th Street befand. Mit seinen Geschäftspartnern Al Brackman und Abe Olman spezialisierte er sich auf Novelty Songs und schickte diese direkt an die Discjockeys. Der erste von Richmond vermarktete Song war Hop-Scotch Polka, den Guy Lombardo für Decca Records einspielte. Schon in seinem ersten Jahr hatte Richmond mit dieser Methode sechs Hits. Zu seinen Erfolgen zählten die Songs Music! Music! Music!, mit dem Teresa Brewer auf #1 der Popcharts kam, und The Thing, den Phil Harris aufnahm.
Zum Katalog seiner Firma gehörten auch Woody Guthries So Long, It’s Been Good to Know You, der später Bob Dylan beeinflusste. Zu seinen größten Erfolgen trugen The Weavers bei, die Lead Bellys Titel Goodnight, Irene im Arrangement von Gordon Jenkins interpretierten. Er wurde ein Nummer-1-Hit in den USA. 
Richmond arbeitete im Laufe seiner Karriere außerdem mit Künstlern wie Bart Howard (Fly Me to the Moon), Bill Evans (Waltz for Debby) und Kurt Weill, The Who, Black Sabbath und Pink Floyd (The Dark Side of the Moon); außerdem mit Shel Silverstein, dessen Bluessong A Boy Named Sue in der Version von Johnny Cash 1969 bekannt wurde.
1969 gehörte Richmond zu den Gründern der Songwriters Hall of Fame. 1983 wurde er mit dem ersten Music Publisher of the Year Award der Songwriters Hall of Fame ausgezeichnet.